# 奧斯特里夫 (基韋爾齊區)
50°59′12″N 25°32′47″E / 50.98667°N 25.54639°E
奧斯特里夫（烏克蘭語：Острів），是烏克蘭的村落，位於該國西部沃倫州，由盧茨克區負責管轄，始建於1577年，面積0.96平方公里，海拔高度186米，2001年人口228，人口密度每平方公里237.5人。